# Oranjes eerste invasie

Eerste offensief van Oranje in 1568

Oranjes eerste invasie, oftewel de eerste gewapende invallen in opdracht van Willem van Oranje in de Spaanse Nederlanden, vond plaats in 1568. De invasie was ondanks de gewonnen Slag bij Heiligerlee (1568) een mislukking, maar wordt gezien als het begin van de Tachtigjarige Oorlog.

## Aanleiding
Na de Beeldenstorm in het najaar 1566 werd in augustus 1567 de hertog van Alva door Filips II van Spanje naar de Nederlanden gestuurd om orde op zaken te stellen. Alva begon de opstandelingen, die veelal protestanten waren, hard aan te pakken. De landvoogdes Margaretha van Parma trad in september af, en het Eedverbond der Edelen, dat de opstandelingen had gesteund met een smeekschrift aan Margaretha van Parma, sloeg op de vlucht. Willem van Oranje, de stadhouder van Holland, Zeeland en Utrecht, vluchtte naar Dillenburg. Toen zijn zoon naar het Spaanse hof werd gevoerd door Alva, besloot hij met zijn broers en anderen een huurleger samen te stellen en een inval in de Nederlanden te wagen. Daarbij hoopten ze dat het volk in opstand zou komen, en dat ze de Spanjaarden zouden kunnen verdrijven.

## Plan
Het oorspronkelijke plan was in de voorzomer van 1568 van verschillende kanten tegelijk de inval in de Spaanse Nederlanden in te zetten. In het noorden zou Lodewijk van Nassau de Eems oversteken om over Groningen en Friesland naar Holland te komen, in Gelre zou de graaf van Hoogstraten met een voorhoede Roermond trachten te bezetten om de weg over de Maas te banen voor het grote leger van Oranje zelf, dat over de rivier in het hart van het land, Brabant, zou binnendringen om met de hulp van de bevolking Alva te verdrijven. Voorts had Oranje zich in contact gesteld met de Watergeuzen en aan Sonoy en anderen commissie verstrekt. Zij zouden aan de Eemsmonding en op de kust de onderneming van graaf Lodewijk steunen. In het zuidwesten zouden hugenoten onder de heer van Cocqueville een aanslag op Artesië wagen, terwijl van de zeekant ook op hulp van de naar Engeland uitgeweken calvinisten werd gerekend.

## De drie invallen
Willem van Oranje verdeelde het huurleger dat hij had samengesteld in drie groepen:
- Eén groep, onder leiding van Jan van Montigny (Heer van Villers)[1], viel in april 1568 Opper-Gelre binnen. Op 23 april werd Roermond zonder succes belegerd. Dit leidde op 25 april tot de Slag bij Dalheim, die de opstandelingen verloren. Montigny werd gevangen naar Brussel afgevoerd.
- Een andere groep viel onder leiding van Willems broers Lodewijk en Adolf van Nassau in mei het noorden binnen (Groningen). Oranje had zich in betrekking gesteld met de Watergeuzen en aan Sonoy en anderen commissie verstrekt om aan de Eemsmonding en op de kust graaf Lodewijk te ondersteunen met zijn actie. Na de veroordeling bij verstek van Willem van Oranje en in beslagname van diens goederen, vertrok Alva nu noordwaarts met een legermacht van 20.000 man. Lodewijk kon daar 7000 man tegenoverstellen. Graaf Lodewijk leverde slag bij Heiligerlee, wat hem een overwinning opleverde tegen stadhouder Arenberg (die sneuvelde, net als Lodewijks broer Adolf). Vervolgens begon hij een beleg van Groningen (begin juni – 15 juli), maar door gebrek aan grof geschut en voedselvoorraden besloot hij het beleg op te breken en zich terug te trekken zodra Alva's leger aankwam.[2] Op 21 juli werd hij bij Jemmingen (Jemgum) door de geregelde troepen van Alva ingehaald en verslagen. Zelf ontkwam hij ternauwernood in een bootje[3] de Eems over en sloot zich daarna bij zijn broer aan. Een klein deel van de manschappen wist zwemmend weg te komen, maar velen verdronken. Er werden 6- tot 7000 geuzen afgemaakt. Er werd niemand genade geschonken, gevluchten werden achterhaald en gedood. Lodewijks ervaring bewees dat op steun van het volk in het noorden van de Nederlanden niet gerekend moest worden.

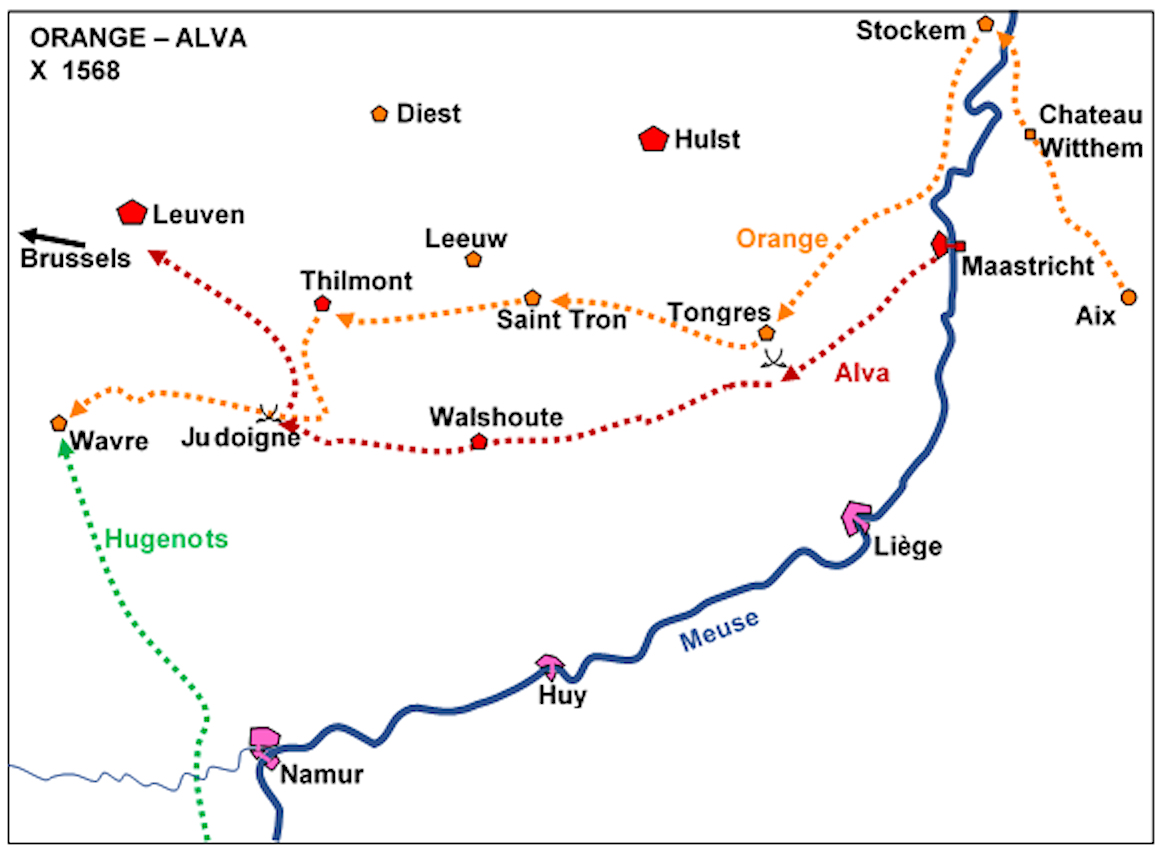
Kaart van de veldtochten van Oranje en Alva in oktober 1568

- Willem van Oranje zelf verzamelde op 31 augustus een leger van 25.000 of 28.000[4] man bij de Abdij van Rommersdorf en marcheerde in september via Sankt Vith en Kerpen naar Overmaas, waar hij zijn hoofdkwartier opzette in Wittem in het kasteel van Floris van Pallandt. Alva had inmiddels zijn hoofdkwartier op 28 augustus aan de westzijde van Maastricht gevestigd en wachtte daar Oranje af. Oranje probeerde vanuit Wittem eerst via Maastricht en daarna via Luik de Maas over te steken. Dit lukte niet, het nee van de bisschop van Luik werd op 5 oktober overgebracht, de bisschop speelde met Alva onder één hoedje.[5] Oranje vond een bondgenoot in Karel van Bronckhorst, heer van Obbicht en Papenhoven en slaagde erin in de nacht van 5 op 6 oktober daar een doorwaadbare plaats van de Maas te vinden, bij Visserweert, waardoor het leger naar Stokkem kon oversteken. Zijn hoofddoel was Brussel. Een poging om door een onbekend persoon de Spaanse munitie te laten exploderen of de hertog van Alva te doden, mislukte.[6] Er was nauwelijks voedsel, omdat Alva de dagen ervoor alle voorraden had laten wegvoeren. Op veel plaatsen waren waterbronnen vergiftigd. Oranje drong het prinsbisdom Luik binnen tot bij Tongeren, dat hij bezette[bron?], waarmee hij de stad Maastricht bedreigde. Op 10 oktober legde Oranje de prins-bisschop van Luik een schatting op, een afkoopsom, van 100.000 daalders, omdat hij hem geen medewerking had verleend. Het prinsbisdom Luik lag in het Heilige Roomse Rijk en lag formeel buiten alle conflicten die in de Nederlanden werden uitgevochten. Na 24 uur werd tot plundering van de streek overgegaan. De troepen begonnen in Overmaas te plunderen: Heerlen en de kloosters van Rolduc en Hoogcruts werden het slachtoffer.[bron?] 'Kerken, abdijen en hele dorpen gingen in vlammen op. Stadsbesturen en kloostergemeenschappen in de wijde omgeving werden voor grote bedragen afgeperst. Sint-Truiden werd ingenomen en zwaar geplunderd.'[7]

Alva zag dit gevaar en stelde zich op een heuvel op, waarna Oranje afzag van een aanval. Hierna liet hij Oranje verder naar het westen doorstoten, in de hoop daar een slag te kunnen leveren. Alva wist van Oranjes geldgebrek en paste een tactiek van geringe schijnaanvallen en terugtrekking toe om tijd te winnen en de legerbenden af te matten. Alleen aan de Gete bij Geldenaken leverde hij op 20 oktober ernstig slag, die Oranje verloor, waarbij Anton van Lalaing, graaf van Hoogstraten, ernstig gewond raakte door een eenheid van Don Fadrique, een zoon van Alva, en De Hames, Anton van Bombergen en andere edelen sneuvelden. Oranje verloor 1500 man. Bovendien liet nu Alva onderweg windmolens afbreken en dorpen platbranden en alle mogelijke mondvoorraden meenemen. De muiterij en plunderingen die bij zijn legerbenden uitbraken, noopten hem bij het naderen van de winter van 1568-69 de hele campagne af te blazen, ondanks de 2500 Oranje te hulp gekomen hugenoten onder aanvoering van Jean de Hangest, de heer van Genlis. Dat was wat er slechts over was van de 5 à 10.000 hugenoten die uit Frankrijk waren vertrokken. Het lukte niet op 29 oktober Tienen in te nemen.
Een terugtocht over de Maas via de stad Luik werd hem op 3 november door prins-bisschop Gerard van Groesbeek geweigerd, een bestorming in de nacht van 4 op 5 november, op advies van Lumey, mislukte en met de troepen van Alva op de hielen, moest hij nu de Maas stroomopwaarts volgen door Namen en Henegouwen richting Franse grens. 'Alva liet zelfs molenstenen wegvoeren om de vijand het malen van graan onmogelijk te maken.' Oranje trok met wat resteerde van zijn leger op 16 november Frankrijk in. Alva kreeg van de Franse koning Karel IX geen toestemming diens grondgebied te betreden. De koning wilde ook Oranje niet in zijn land hebben en maande hem eind november te vertrekken.
Na de ontbinding van zijn troepen in Frankrijk trok Oranje met een twaalfhonderdtal ruiters die zich bereid hadden verklaard hem te volgen, vergezeld van zijn twee broers Lodewijk en Hendrik, die ook bijna gans berooid waren, westwaarts om zich bij de hugenoten te voegen in Gascogne. Een tijdlang hielden de troepen van Oranje zich op in Sisonne, bij Reims. De richting werd uiteindelijk het oosten, naar Straatsburg. Hoogstraten gaf ter hoogte van Beaumont-sur-Vesle op 11 november 1568 de geest. Oranje trok op 13 januari 1569 bij Toul de Moezel over en verliet Frans grondgebied. Oranje werd op 8 februari 1569 Straatsburg binnengelaten, maar soldaten en legeraanvoerders werden zo veel mogelijk buiten gehouden. Hij moest zijn manschappen betalen en afdanken.
De onderneming op de Nederlanden was volledig mislukt en Alva scheen zich voorgoed heer en meester van de door oorlog en geweld geteisterde gewesten te mogen beschouwen.

## Resultaten
Alleen de Slag bij Heiligerlee werd gewonnen, maar door de daarop volgende Slag bij Jemmingen, waarbij Lodewijk van Nassau werd verslagen door de Spanjaarden, was het effect hiervan klein. De andere twee invallen waren ook mislukt.
Willem van Oranje en zijn bondgenoten moesten zich terugtrekken naar Slot Dillenburg, om de schade op te nemen en zich verder te beraden. Oranjes broer Adolf was omgekomen in de Slag bij Heiligerlee. De huursoldaten konden niet langer betaald worden en het leger viel uiteen.
Verscheidene gebeurtenissen uit Oranjes eerste invasie werden in het Wilhelmus (geschreven rond 1570) verwerkt, zoals de dood van Adolf in de slag bij Heiligerlee (vierde couplet) en vermoedelijk de confrontatie met Alva op het Lanakerveld bij Maastricht en de daaropvolgende slag bij Geldenaken (elfde couplet).
Het zou tot 1572 duren totdat de familie Oranje weer van zich liet horen; na de Inname van Den Briel zou Oranjes tweede invasie plaatsvinden.